# Sudden Lights
Sudden Lights es una banda de música letona, fundada en 2012 en Riga. La banda está formada por Andrejs Reinis Zitmanis, Mārtiņš Matīss Zemītis, Kārlis Matīss Zitmanis y Kārlis Vārtiņš. En 2023, participaron en el concurso Supernova 2023 donde ganaron la oportunidad de representar a Letonia en el Festival de la Canción de Eurovisión 2023.

## Carrera
El 22 de septiembre de 2017, la banda presentó su álbum debut "Suburbs". Este contiene 10 canciones en letón e inglés. El primer concierto autoorganizado, en el que interpretaron las canciones del álbum, se llevó a cabo en la Casa de la Música "Daile" el 12 de abril de 2018. La cantante letona Tīna Šipkēvica también participó en el evento.
A principios de 2018, con la canción de cierre del álbum debut, "Just Fine", el grupo participó en Supernova 2018. Inicialmente, el grupo no se clasificó para las semifinales, pero el jurado del equipo de Televisión de Letonia le dio al grupo una segunda oportunidad o comodín. Después de tener una segunda oportunidad en la competición, los chicos interpretaron su canción en la final y obtuvieron el segundo puesto en la clasificación.
En 2023, el grupo participó en el concurso Supernova 2023, organizado por Latvijas Televizija, con la canción "Aijā". El grupo ganó la competición y obtuvo el derecho de representar a Letonia en el Festival de la Canción de Eurovisión 2023, celebrado en Liverpool.